# ستيرلينغ (مقاطعة بولك)
ستيرلينغ، مقاطعة بولك (بالإنجليزية: Sterling, Polk County, Wisconsin)‏ هي بلدة تقع بولاية ويسكونسن في الولايات المتحدة. تبلغ مساحتها 166.9 (كم²)، وترتفع عن سطح البحر 251 م، بلغ عدد سكانها 724 نسمة في عام 2000 حسب إحصاء مكتب تعداد الولايات المتحدة وتصل الكثافة السكانية فيها 4.4 نسمة/كم2.

## وصلات خارجية
- The US50 - Cities and Towns in Wisconsin State
- Wisconsin Cities and Towns, Facts, Map, Flag, Colleges, Government, and More